# Yaroslav Rakitsky
Yaroslav Volodymyrovych Rakitsky (en ucraniano: Ярослав Володимирович Ракіцький; Pershotravensk, Unión Soviética, 3 de agosto de 1989) es un futbolista ucraniano que juega como defensa en el F. C. Chornomorets Odessa de la Liga Premier de Ucrania.

## Clubes
| Club                      | País    | Año       | Partidos | Goles |
| ------------------------- | ------- | --------- | -------- | ----- |
| F. C. Shajtar Donetsk     | Ucrania | 2009-2019 | 326      | 14    |
| Zenit de San Petersburgo  | Rusia   | 2019-2022 | 108      | 7     |
| Adana Demirspor           | Turquía | 2022      | 9        | 0     |
| F. C. Shajtar Donetsk     | Ucrania | 2023-2024 | 32       | 4     |
| F. C. Chornomorets Odessa | Ucrania | 2025-     | 9        | 0     |

## Palmarés

### Campeonatos nacionales
| Título                  | Club                     | País    | Año  |
| ----------------------- | ------------------------ | ------- | ---- |
| Liga Premier de Ucrania | Shajtar Donetsk          | Ucrania | 2010 |
| Supercopa de Ucrania    | Shajtar Donetsk          | Ucrania | 2010 |
| Liga Premier de Ucrania | Shajtar Donetsk          | Ucrania | 2011 |
| Copa de Ucrania         | Shajtar Donetsk          | Ucrania | 2011 |
| Liga Premier de Ucrania | Shajtar Donetsk          | Ucrania | 2012 |
| Copa de Ucrania         | Shajtar Donetsk          | Ucrania | 2012 |
| Supercopa de Ucrania    | Shajtar Donetsk          | Ucrania | 2012 |
| Liga Premier de Ucrania | Shajtar Donetsk          | Ucrania | 2013 |
| Copa de Ucrania         | Shajtar Donetsk          | Ucrania | 2013 |
| Supercopa de Ucrania    | Shajtar Donetsk          | Ucrania | 2013 |
| Liga Premier de Ucrania | Shajtar Donetsk          | Ucrania | 2014 |
| Supercopa de Ucrania    | Shajtar Donetsk          | Ucrania | 2014 |
| Supercopa de Ucrania    | Shajtar Donetsk          | Ucrania | 2015 |
| Copa de Ucrania         | Shajtar Donetsk          | Ucrania | 2016 |
| Liga Premier de Ucrania | Shajtar Donetsk          | Ucrania | 2017 |
| Copa de Ucrania         | Shajtar Donetsk          | Ucrania | 2017 |
| Supercopa de Ucrania    | Shajtar Donetsk          | Ucrania | 2017 |
| Copa de Ucrania         | Shajtar Donetsk          | Ucrania | 2018 |
| Liga Premier de Ucrania | Shajtar Donetsk          | Ucrania | 2018 |
| Liga Premier de Rusia   | Zenit de San Petersburgo | Rusia   | 2019 |
| Liga Premier de Rusia   | Zenit de San Petersburgo | Rusia   | 2020 |
| Copa de Rusia           | Zenit de San Petersburgo | Rusia   | 2020 |
| Supercopa de Rusia      | Zenit de San Petersburgo | Rusia   | 2020 |
| Liga Premier de Rusia   | Zenit de San Petersburgo | Rusia   | 2021 |
| Supercopa de Rusia      | Zenit de San Petersburgo | Rusia   | 2021 |
| Liga Premier de Ucrania | Shajtar Donetsk          | Ucrania | 2023 |
| Liga Premier de Ucrania | Shajtar Donetsk          | Ucrania | 2024 |
| Copa de Ucrania         | Shajtar Donetsk          | Ucrania | 2024 |